# Kodeks 0177
Kodeks 0177 (Gregory-Aland no. 0177) – dwujęzyczny grecko-koptyjski kodeks uncjalny Nowego Testamentu na pergaminie, paleograficznie datowany na X wiek. Przechowywany jest w Wiedniu. Do naszych czasów zachowała się jedna karta kodeksu. Tekst grecki zawiera liczne błędy gramatyczne wynikające z nieznajomości języka greckiego przez skrybę. Tekst fragmentu jest cytowany w krytycznych wydaniach greckiego Nowego Testamentu.

## Opis
Do dziś zachowała się jedna karta kodeksu, z tekstem Ewangelii Łukasza 1,73-2,7 (tekst grecki); 1,59-73 (tekst koptyjski). Karta kodeksu ma rozmiary 36 na 27,5 cm . Jasny pergamin barwy kości słoniowej pokrywa ciemne, wyraziste i czytelne pismo, jakkolwiek tekst koptyjski jest wyblakły.
Tekst pisany jest dwoma kolumnami na stronę, w 36 linijkach w kolumnie. Jedna strona pisana jest po grecku, druga po koptyjsku . W tekście greckim kolumna urywa się w miejscu, w którym dziś zaczyna się nowy rozdział.
Kształt greckich liter przypomina koptyjską uncjałę, co jest charakterystyczne dla środowiska aleksandryjskiego. Litera phi (φ) ma obwód w kształcie serca, litery pi (π), omega (ω), mi (μ) są szerokie, natomiast litery epsilon (ε), ro (ρ), omikron (ο) – wąskie. Dolne linie dla liter epsilon, mi, omega często są łączone z innymi literami. Skryba dokonał licznych zmian gramatycznych, wiele z nich można uznać za błędy gramatyczne. Błędy w pisowni uzależnione są od wymowy, wśród nich liczną grupę stanowią błędy itacyzmu, wskazują one na brak znajomości języka greckiego ze strony skryby.
Nomina sacra (imiona święte) pisane są skrótami. Fragment zawiera następujące skróty: ΚΥ (Pana), ΘΥ (Boga), ΠΝΙ (Duchowi), ΙΗΛ (Izrael), ΥΝ (Syna).

## Tekst
Tekst fragmentu reprezentuje aleksandryjską tradycję tekstualną. Kurt Aland zaklasyfikował go do kategorii II. Fragment zawiera nieco unikatowych wariantów tekstualnych. Większość wariantów jest charakterystyczna dla wczesnych rękopisów. Niektóre z wariantów nie są odnotowywane w krytycznych wydaniach greckiego Nowego Testamentu Nestle-Alanda (np. δικαιοσυνην zamiast δικαιοσυνη w Łk 1,73).
Warianty tekstowe
Łk 1,74 – εχτρων ] των εχτρων ημων
Łk 1,75 – πασαις ταις ημεραις ] πασας τας ημερας
Łk 1,77 – αυτων ] αυτου
Łk 2,2 – Κυρηνιυ ] Κυρ(ε)ινου

## Historia
Karl Wessely, austriacki paleograf, datował rękopis na VI wiek. Późniejsze badania paleograficzne wskazały na późniejszy wiek (zwłaszcza porównanie z kodeksem 0105). INTF datuje rękopis na X wiek . Powstał prawdopodobnie w Egipcie. Nieznane jest miejsce, w którym znaleziona została karta rękopisu.
Na listę rękopisów Nowego Testamentu wciągnął go Ernst von Dobschütz, oznaczając go przy pomocy siglum 0177. Cytowany jest w krytycznych wydaniach greckiego Nowego Testamentu. W 27 wydaniu Nestle-Alanda (NA27) zaliczony został do grupy rękopisów cytowanych w pierwszej kolejności.
Faksymile kodeksu opublikował Karl Wessely w 1911. Grecki tekst fragmentu został ponownie opublikowany przez Stanleya E. Portera oraz Wendy J. Porter w 2008 roku.
Rękopis jest przechowywany w Austriackiej Bibliotece Narodowej (Pap. K. 2698) w Wiedniu .